# Зоран Јеликић
Зоран Јеликић (Шабац, 4. август 1953) бивши је југословенски и српски фудбалер, репрезентативац Југославије. 

## Каријера
Рођен је 4. августа 1953. године у Шапцу. Фудбалску каријеру је започео у шабачкој Мачви. Потпуно се афирмисао се у београдској Црвеној звезди за коју је наступао у периоду од 1974. до 1981. године. Одиграо је за тај клуб 227 утакмица и постигао 15 голова. Учествовао је у освајању првенства Југославије. На врхунцу каријере прешао је у сплитски Хајдук (1981-1983) за који је одиграо 36 првенствених утакмица. Каријеру је завршио у белгијском Стандард Лијежу (1983-1988).
За репрезентацију Југославије наступио је на осам мечева и постигао један аутогол на утакмици против Мексика 1977. године. Дебитовао је 25. септембра 1976. у Риму против Италије, опростио се од националног тима 7. јуна 1983. у Луксембургу на пријатељској утакмици против СР Немачке.

## Трофеји
Црвена звезда
- Првенство Југославије : 1977, 1980, 1981.